# 锯刑

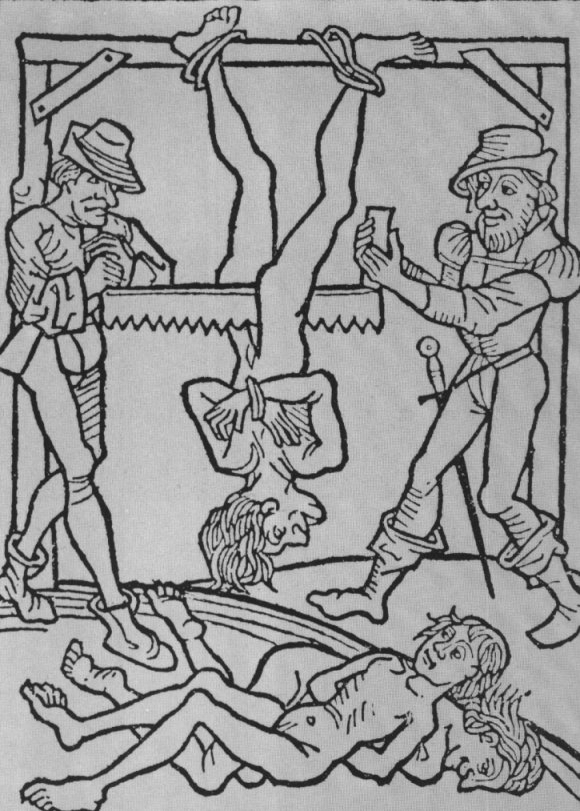
三人被处以锯刑，15世纪版画

锯刑是将活人沿矢状面（通常是正中矢状面）或横切面锯死的刑罚。锯刑在世界不同地区都有过实施记录，在中世纪欧洲最为常见。

## 方法
锯刑有多种执行方式。据传在罗马帝国卡利古拉皇帝时期是通过人体中间（横向）锯切。在摩洛哥则是纵向锯切，从大腿根向上，颅骨向下（正中矢状面）。
以奋锐党的西门之死为例，他被倒挂起来从两腿中间垂直锯开，没有固定或借用支撑板，正如配图中那样。其它一些详细记载称死刑犯会在受刑前被固定在一块或两块平板上。

## 古代和古典时代

### 古波斯
贾姆希德的传说
贾姆希德是波斯传说中的沙阿，菲尔多西在《诸王之书》中讲述了他的故事。贾姆希德忘记他长达300多年的稳固统治得益于上帝的祝福，并要求人们视他为上帝来崇拜。最终导致人民起义，查哈克将他锯死。
帕瑞萨娣丝
帕瑞萨娣丝是大流士二世的王后和同父异母的兄妹，亦是阿契美尼德王朝实际掌权者。她煽动并参与了一系列宫廷阴谋，成为数人的仇敌，但她总能找到合适的时机杀死他们。有一次，她决定处死儿媳斯塔蒂亚所有的兄弟姐妹，在儿子阿尔塔薛西斯二世的哀求下，她同意放斯塔蒂亚一条生路。斯塔蒂亚的姊妹罗克珊娜（Roxana）在兄弟姐妹中第一个受刑，被锯成了两半。大流士二世死后，帕瑞萨娣丝迅速行动，毒死了新王后斯塔蒂亚。帕瑞萨娣丝在多年之后仍能一手遮天。
荷姆茲四世
霍斯劳一世的儿子荷姆茲四世是波斯的第二十一任国王，于公元579年至590年在位。贵族对他的残暴深恶痛绝。590年，一场政变上演，他的儿子霍斯劳二世被拥立为新国王。荷姆茲四世被迫眼睁睁地看着妻子和一个儿子被锯成两半，他随后被施以盲刑。据传几天之后新国王一怒之下杀死了他的父亲荷姆茲四世。

### 色雷斯人
在罗马人和希腊人眼中，色雷斯人极为好战、凶猛和嗜血。其中国王迪格里斯最臭名昭著，或许只有他的儿子齐塞尔缪斯才能超过他。根据西西里的狄奥多罗斯的说法，齐塞尔缪斯将多人锯死，并命令他们的家人吃掉被处死的亲属的肉。色雷斯人最终奋起反抗，俘虏了齐塞尔缪斯，用尽所有可以想象到的酷刑将他折磨致死。

### 古罗马
《十二铜表法》
约公元前451年颁布的《十二铜表法》是现存最古老的古罗马法典。奥卢斯·格利乌斯部分保留下来的作品《阁楼之夜》（Attic Nights）中提到，《十二铜表法》列出了一些会被处以锯刑的犯罪行为，但锯刑的施行非常罕见，以至于没有人记得曾经目睹过。在保留下来的《十二铜表法》中，第三表第六条记载了债权人应如何处理债务人：“在第三个集市日，他（她）[债权人]应当切块。如果他（她）切差不多[的价值]，就免于惩罚。”译者注意到原文的模棱两可，又说后来罗马作家弄明白了这一法条，意思是债权人获准从债务人身上切下同等价值的肉。如果属实，这就是肢解，而不是锯刑。
卡利古拉
纵观整个罗马帝国时期，锯刑是不常见的，但在卡利古拉统治时期被广泛使用。死囚（包括卡利古拉的亲属）被拦腰锯死。据说卡利古拉会在进食时观看此类处决，将它当作开胃菜来享受。
基托斯战争
公元115-117年的基托斯战争是罗马帝国的犹太人发动的叛乱。主要的起义在多地爆发。卡西乌斯·狄奥认为在昔兰尼有22万希腊人遭犹太人屠杀，在塞浦路斯则有24万人被屠。狄奥还补充道许多受害者被锯成碎片，犹太人舔干尸体的血液，还“将肠子像腰带一样缠绕在身上”。
瓦伦斯
公元365年，普罗科皮乌斯发动叛乱自立为帝，欲推翻瓦伦斯。由于他的两个将军阿吉洛尼乌斯（Agilonius）和戈莫阿里乌斯的叛变（瓦伦斯承诺他们将被“施以恩惠”），普罗科皮乌斯最终战败并被俘虏。366年，他被绑在两棵被用力压弯的树上。当这两棵树被松开后，普罗科皮乌斯被撕成几截，正如传说中处决强盗西尼斯（Sinis）那样。而瓦伦斯给予阿吉洛尼乌斯和戈莫阿里乌斯的“恩惠”则是把他们两个锯成碎肉。

### 犹太传统
以赛亚之死
据一些传统的拉比文献，先知以赛亚被国王玛拿西下令锯死。一种说法是他被放进一棵树里，然后被锯死；另一种说法是他被用木锯处决。

### 基督教殉道者
奋锐党的西门

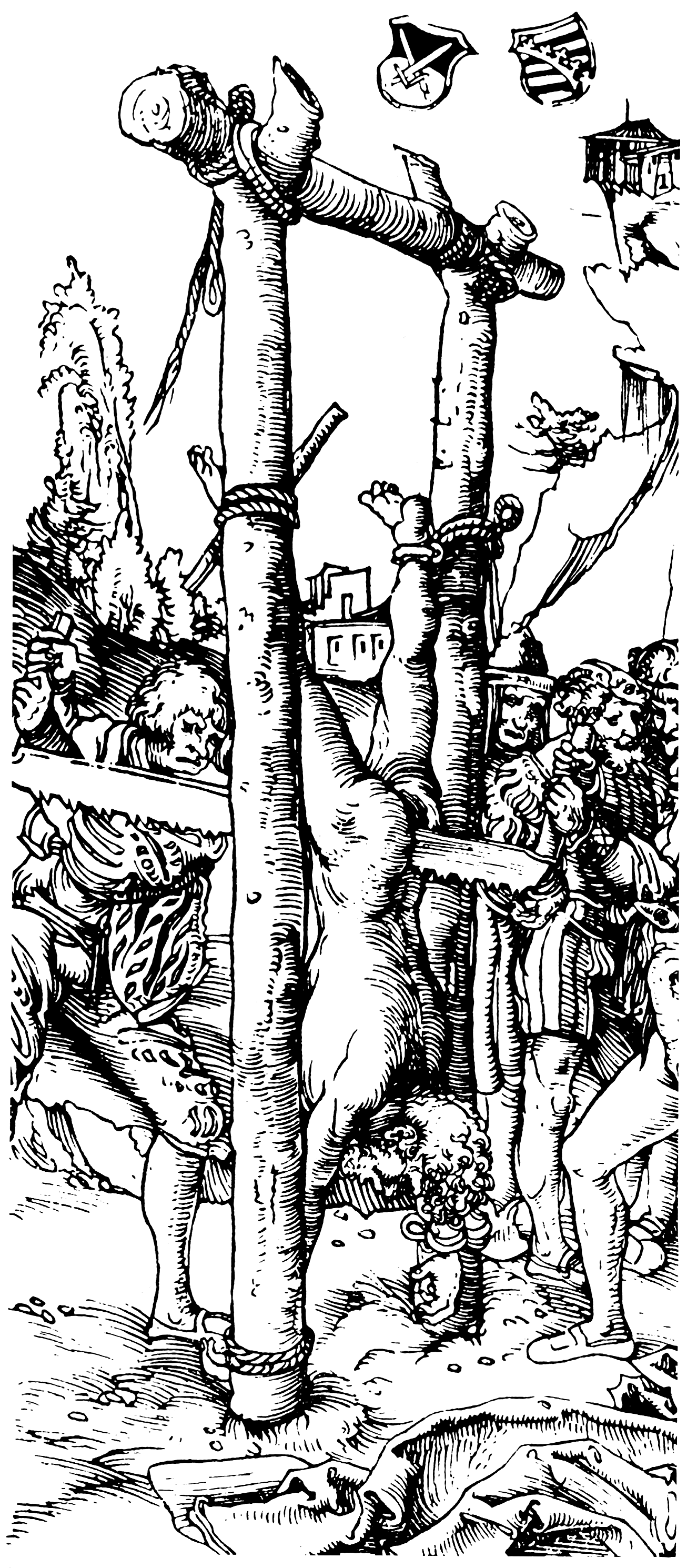
老卢卡斯·克拉纳赫的插画中，使徒西门被锯成两半

一些基督教先驱被相信受锯刑殉道。最早最出名的是耶稣的使徒奋锐党的西门。据传他在波斯殉道，被处死的方式是倒吊着锯死，正如木版画插图中那样。
科纳斯和他的儿子
据《圣徒行传》，在图密善时代，科纳斯（Conus）在妻子去世后带着7岁的儿子走进了荒漠。他在小亚细亚（安纳托利亚）的科尼亚砸毁了数座异教神像，在和儿子被抓住后遭受了饥饿和火烧的摧残，最终边祈祷边被锯死。
圣妇新福罗撒和她的七个儿子
16世纪的《福克斯殉道者名录》记载，圣妇新福罗撒是一个有七个儿子的寡妇，生活在图拉真皇帝或哈德良皇帝时代。由于拒绝在异教神庙里祈祷，新福罗撒遭到鞭笞，然后缚以石块沉入阿涅内河。她的六个大儿子都被刺死，最小的儿子尤金（Eugenius）则遭受锯刑。
西奈山上的38名修道士和殉道者
《罗马殉道圣人录》记载，在戴克里先统治时期，一群“野蛮人”劫掠了西奈山上的修道士，但那里没有什么物质财富。这些阿拉伯人一怒之下屠杀了所有的修道士，一些人被剥皮，其他的被钝锯杀死。
圣塔布拉
圣塔布拉（St. Tarbula）被指控玩弄巫术，并导致狂热反基督的波斯国王沙普尔二世的王后患病。他在公元345年被判死刑，最终被锯成两半。

## 非洲

### 埃及
来自蒙特普尔恰诺的修道士
17世纪30年代，一些来自黎凡特和埃及的传闻说有修道士遭杀害。其中一个叫康拉德·埃利斯·巴泰勒米修士（Brother Conrad d'Elis Barthelemy），是蒙特普尔恰诺人，据传被从头向下锯成了两半。
变节的科普特总督
威廉·霍尔特·耶茨（William Holt Yates）在1843年写道穆罕默德·阿里帕夏治下的总督阿卜杜拉·拉赫曼·贝伊（Abd-ur-Rahman Bey），据说特别残暴和贪婪。他是一个变节的科普特人，滥用职权敛财。人们甚至认为他曾将人锯成了两半。耶茨还增加了一些细节：“传闻这个家伙后来被暗杀了，是政府批准的。”

### 摩洛哥
1705年总督梅莱克之死
苏丹穆莱·伊斯梅尔统治时期的总督梅莱克之死臭名昭著。多米尼克·布斯诺特（Dominique Busnot）1714年的作品《穆莱·伊斯梅尔统治史》（Histoire du règne de Mouley Ismael）详细记载了此次行刑，在1706年1月版的《欧洲现状》（Present state of Europe）中亦可以找到这次行刑的简短说明。布斯诺特的记载如下。
在苏丹的儿子穆莱·穆罕默德（Mulay Muhammad）发动的叛乱中，梅莱克被判为首要分子。根据布斯诺特的说法，梅莱克亲自斩首了苏丹王后的表亲阿里·布查斯拉（Ali Bouchasra），使王后震怒。1705年9月或10月，苏丹穆莱·伊斯梅尔请来他的首席木匠，问他的锯子是否能把一个人锯成两半。木匠回答：“当然可以。”然后苏丹将这个可怕的任务交给了他。他在离开之前问苏丹应该将梅莱克拦腰锯断还是竖着锯死。苏丹说应该是纵向的，从头往下锯。苏丹让阿里·布查斯拉的儿子们跟着木匠一起，由他们自己决定如何最好地报杀父之仇。木匠带着他的8个刽子手助手去到关押梅莱克的监狱，他用布将两把崭新的锯子包裹起来，免得让梅莱克预知处决方式。梅莱克被铁链捆着驮在一头骡子上带到广场，他的亲戚和部族成员约4000人集中在那里。这些人尖叫着抓脸，尽显悲痛。而梅莱克似乎泰然自若，从容地抽着烟斗。梅莱克被拉下骡子，脱掉衣物，定罪的“证明”件被烧毁。 
他随后被绑在一块木板上，放上一张锯凳，胳膊和腿都被系紧。刽子手试图从头部往下锯他，但阿里·布查斯拉的儿子们突然叫停，要求从梅莱克两腿之间开始，否则会死得太快。处决在梅莱克和观众的尖叫声中开始了。当刽子手锯到肚脐，锯子被拉出，以便从另一边开始。据说梅莱克仍有意识，甚至还求水喝。他的朋友们则希望加速他的死亡以结束痛苦。刽子手们继续锯他，从头骨到肚脐，梅莱克变成了两半。在此过程中大块的碎肉被锯齿撕裂，血液四处飞溅，令人目不忍睹。
另有大约300名同谋者被活活穿刺死。其它传闻称，还有另外20名主要同谋者被锯掉胳膊和腿，放在市场上任其自生自灭。
1721年拉贝·肖特之死
1721年7月19日，来自安达卢西亚的摩尔人贵族拉贝·肖特被锯死。他在直布罗陀呆了很长时间，罪名之一是未经皇帝许可就去到基督教王国。此外他还被指控和女基督徒搞在一起，并经常酗酒。简而言之，他除了被指控联合“西班牙人”入侵巴巴利（即叛国罪）之外，还被认为是叛教者和不信者。他被带到一扇城门旁，绑在两块木板中间，从头到脚锯成了两半。苏丹穆莱·伊斯梅尔后来赦免了他，他的尸体才得以收殓，外加体面的葬礼，而不是被野狗吃掉。

## 美洲
瑞士锯刑
1757年，一名法国军官在今天的密西西比州的卡特岛上的一场叛乱中被手下处决。三名反叛者被抓获并带到新奥尔良接受审判。定罪后，两名叛乱者以酷刑死亡轮处死。据传最后一名反叛者，来自卡勒（Karrer）军团的瑞士人被钉在一个棺材状的木盒中，用锯子横切致死。1768年，法国船长兼旅行家让·伯纳德·博苏（Jean Bernard Bossu）在《西印度群岛的新旅行》（Nouveaux Voyages aux Indes Occidentales）一书中首次提出瑞士人被锯成两半的说法。1771年，约翰·雷茵霍尔德·福斯特将该书翻译成英文。
法学家莫里斯·阿诺德在他的文章《印度画中的地图》（A Map within an Indian Painting）中对博苏的说法提出质疑说：“博苏的书中有很多荒诞的故事，需要谨慎看待。”博苏认为锯刑是瑞士军队传统的惩罚，并称一名瑞士叛乱分子甚至自杀以逃避锯刑，故那个被锯死的瑞士人是依据瑞士军法而不是法国法律来处置的。1741年在加拿大路易斯堡有两个法国人和一个瑞士雇佣兵被处决，后者依的是法国军法而不是瑞士法。此外，杰罗尔德·迈耶·冯·克诺瑙（Gerold Meyer von Knonau）详细记录了瑞士苏黎世州从15世纪到18世纪共1445次死刑，没有一次是锯刑。
海地革命
1791年8月，法属圣多明戈爆发了一场奴隶大起义，导致海地独立。其间约4000名白人种植园主及家属遭到屠杀。其中一个受害者罗伯特是木匠。叛军认为他的受刑方式“应该与他的职业有关”，因此把他夹在两块木板间锯死。

## 亚洲

### 黎凡特
十字军东征
1123年，乔治林一世和鲍德温二世分别遭到土耳其埃米尔巴拉克（Balac）的突袭并被俘，关押在夸塔皮尔特（Quartapiert）的城堡。约50名亚美尼亚士兵决定为乔治林一世尽忠，救出这位君主和鲍德温二世。他们打扮成修道士和商贩进入关押两位君主的城镇，并发动屠杀控制城堡。乔治林一世逃了出去以募集军队，鲍德温二世和他的侄子加勒朗（Galeran）则留守城堡。巴拉克得知后，迅速派出一支部队夺回城堡并俘虏鲍德温二世和侄子。巴拉克对那些亚美尼亚人没有一丝仁慈，将其中一些人剥皮，一些脖子以下埋进土里当作靶子，其余的则锯死。
阿萨辛派
阿萨辛派是伊斯兰教伊斯玛仪派支系尼查里派（Nizari）的误称。十字军东征时期，它在黎凡特有一个独立王国，穆斯林和基督徒都感到害怕和憎恶。图德拉的本杰明是犹太旅行家，在1157年左右游历了这个地区，并指出阿萨辛派一旦抓住其他国家的君主就会将他锯死。

### 奥斯曼帝国
据载奥斯曼人曾将人锯成两半，大部分发生在穆罕默德二世统治时期（1451年-1481年）。
1453年征服君士坦丁堡

据传在君士坦丁堡被占领之后，发生了一系列的暴行。以下为传说的一种翻译：
“他们一发现已攻占了这座城，就开始在居民身上实施不间断的暴行，用各种精心设计的残忍手段摧残他们。有些人被叉起来活活烤熟，有些人被饿死，有些人被活剥，任由他们以这种悲惨的方式死去；许多人被锯成肉块，其他人则被五马分尸。这座城市经过地狱般的三天三夜，在此期间，士兵们获准犯下一切滔天罪行。”
1460年占领米斯特拉斯
传闻在摩里亚专制国最后一个暴君迪米特里奥斯·帕里奥洛加斯转而效忠奥斯曼土耳其人并让他们开进米斯特拉斯之后，米斯特拉斯城堡的城主被下令锯成两半。不管真假，这个传说在后来的几个世纪里都“人尽皆知”。
1460年迈克尔·西拉吉之死
1460年，土耳其人将匈牙利将军迈克尔·西拉吉俘虏。由于被认为是叛徒和间谍，他在君士坦丁堡被锯成了两半。
1460年-1464年摩里亚的战役和杀戮
接下来的几年里，威尼斯人统治下的希腊人在摩里亚参加了多场战役。据传1464年一座小城被攻破，500名囚犯被送往君士坦丁堡。有一种说法是他们悉数被锯死。
1463年征服米蒂利尼
当时驻扎在罗德岛的医院骑士团派出骑士参加了米蒂利尼保卫战。他们最终投降以才得以保全性命。相反，一些传闻说他们都被锯死。根据肯尼斯·塞顿的说法，苏丹下令将400名骑士锯成两段，以遵守他不杀“头”的承诺。
1470年征服内格罗蓬特
1470年，威尼斯共和国控制下的十字军国家内格罗蓬特三主国被奥斯曼帝国征服。据说，保罗·埃里佐（Paolo Erizzo）总督在得到赦免其性命的承诺后却被锯成两截。苏丹穆罕默德二世亲手砍下了埃里佐女儿的头，因为她不肯满足他的欲望。
1473年加利波利的纵火犯
1473年，传闻一个名叫安东尼的西西里人在加里波利半岛的盖利博卢（Gelibolu）桑贾克放火烧毁了苏丹的船只。在哈尔基斯被捕后，他被带到苏丹面前，苏丹问他为什么要这样做。这个年轻人回答说他只是想以光荣的方式对付基督教的敌人。苏丹下令把安东尼锯成两半。
1480年入侵奥特朗托
1480年，以盖迪克·艾哈迈德帕夏为首的奥斯曼人入侵意大利大陆，占领了奥特朗托，发动了一场规模有争议的大屠杀。据传大主教斯特凡诺·潘迪内利被下令锯成两半。
1611年哲学家狄奥尼修斯的反叛
哲学家狄奥尼修斯领导了一场反抗奥斯曼帝国的叛乱，以失败告终。他力求在约阿尼纳建立一个政权。狄奥尼修斯最终被活剥，他的皮被塞满稻草作为礼物送给在君士坦丁堡的苏丹艾哈迈德一世。据传其他主谋者受到了各种惩罚，有的被活活烧死，有的被刺穿，还有的被锯成碎肉。
希腊独立第一个殉难者費雷奧斯之死
里加斯·費雷奧斯（1757年-1798年）是希腊早期的爱国者，在希腊独立战争之前30年就为希腊的独立而斗争。他的死亡方式有不同的说法。《大英百科全书第十一版》记载他是背部中弹而亡。还有的说法称他是被勒死的。一些19世纪的记载则称他被锯成了两半。还有消息称他被斩首了。

### 莫卧儿帝国

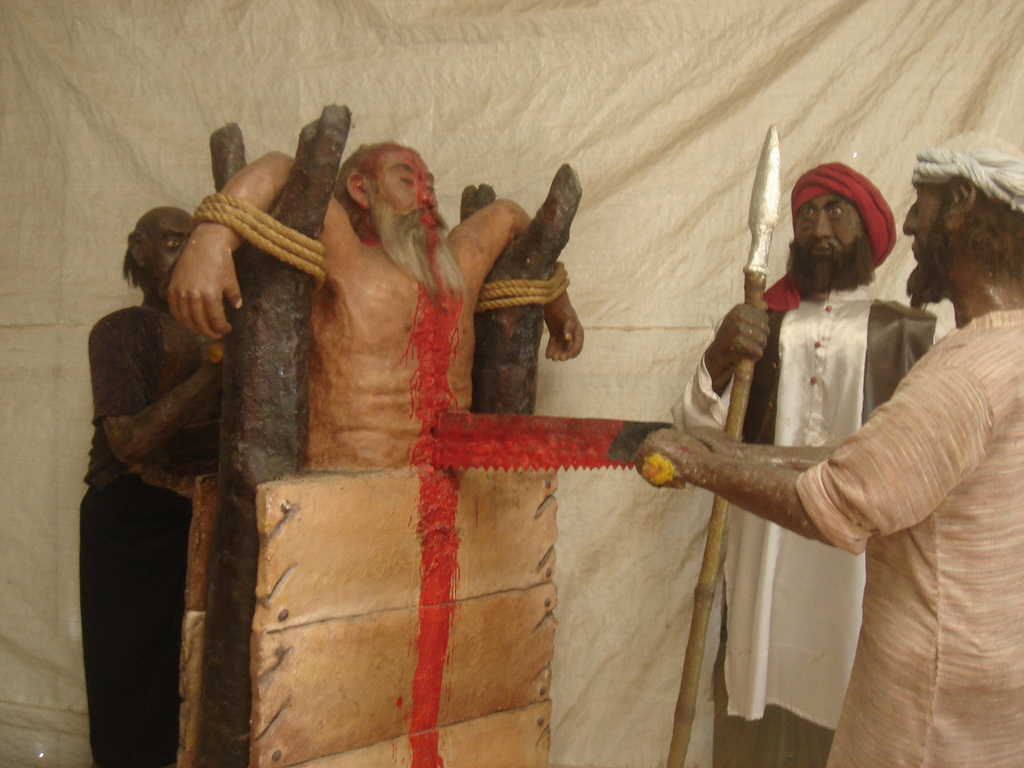
白·马蒂·达斯的殉难

锡克教徒白·马蒂·达斯是第九代祖师得格·巴哈都尔的追随者，后者在公元1675年被奥朗则布皇帝以叛国罪处决，同时被处死的还有其他一些著名的锡克教徒和他们的祖师。白·马蒂·达斯被锯成了两半，其他的则被以各种方式处死。

### 缅甸
一些传闻指出，即使在19世纪20年代的缅甸，犯下“某些罪行”的罪犯偶尔也会被处以锯刑。行刑之前，罪犯会被固定在两块木板之间。然而这可能是与已经存在目击报告的开膛破肚之刑混为一谈了。
据传缅甸将军班都拉因手下一名高级军官的抗命将他绑在两块木板之间锯成两半。

### 越南
奥古斯丁·惠的殉难
在有些情况下，各种传闻可能被混为一谈。例如行刑后辱尸的行为被误解为真正的刑罚：
1839年，越南南定省总督召集500名士兵赴宴，要求他们践踏一个十字架，以此表示对基督教的摒弃。大多数士兵都照做，但三名信天主教的士兵拒不服从。一些消息称其中一个越南殉道者奥古斯汀·于伊（Augustin Huy）被锯成了两半。还有传闻说他被砍死或劈成两半。但是，来自行刑三周后的一封信记载他被斩首：
“我必须向你宣布两名东京人的死讯，他们在1839年6月12日为了信仰而死，在顺安港被斩首，尸体被切成五块抛入大海。”

### 帝国时期中国
行刑技巧
锯子的移动可能会导致身体前后摇摆，使刽子手难以完成整个过程，但中国人克服了这个问题。他们将犯人固定在两块直立的木板之间，木板又被深入地下的木桩牢牢固定。锯子两端各有一个刽子手沿着木板向下锯死囚犯。锯刑是否实际存在过，或者所提到的案例其实是对“凌迟”的描述，仍是一个悬而未决的问题。
唐朝
据传唐昭宗曾下令将一名囚犯锯死。
清朝
当明朝最后一位皇帝在1644年自杀后，大清顺治帝下令将前朝最狂热的支持者之一锯成两半，据传是广州的陈姓官员。然而随着越来越多的人知道他的殉难，新政权认为这次处决并不合适，宣布视他为圣人，并在广州建了一座宝塔以示纪念。

### 日本
天主教在戰國時期傳入日本後，織田信長在1570年代將試圖暗殺自身鐵炮名手杉谷善住坊埋入土中以竹鋸直鋸頭顱至死。（《弗洛伊斯日本史》）

## 欧洲

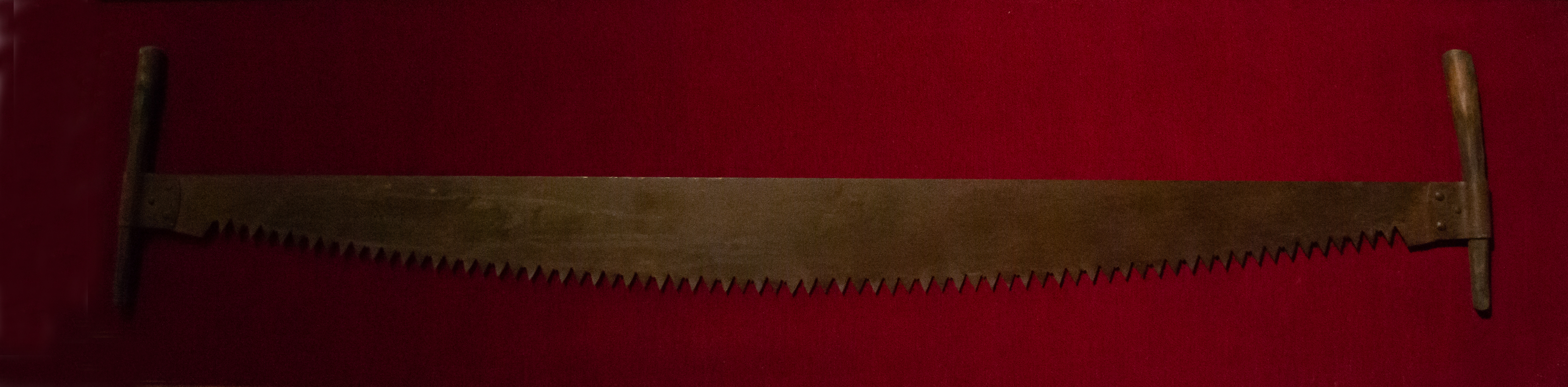
西班牙格拉纳达被遗忘者之殿博物馆展出的刑具

### 西班牙
摩里斯科战争
1492年，在西班牙最后一个伊斯兰王国被摧毁之后，摩里斯科人受到越来越多的迫害。他们是穆斯林的后裔，也仍然秘密信奉伊斯兰教。1568年，阿本·胡梅亚领导的摩里斯科战争爆发。起义被极其血腥地镇压。历史学家路易斯·德尔马莫尔·卡瓦哈尔声称1569年有一个摩里斯科人在阿尔梅里亚被活活锯死。
拉曼查叛乱
传闻在1808年西班牙人反抗法国驻军的起义中，一些法国军官被锯成两半，雷内上校（Colonel Rene）就遭遇了不幸。还有传闻说雷内只是被扔进了一锅沸水中，而军官凯尼尔（Caynier）和沃金（Vaugien）则被锯死。

### 俄罗斯
1812年法兰西大军团
1812年9月莫斯科大火之后，俄罗斯人对法兰西大军团恨之入骨。佃农充满怨恨，狂热，甚至发展起了游击队，“野蛮的哥萨克人”也四处潜伏。这些俄罗斯人都能给落单的法军带来致命打击。据传有些法军被锯成了两半。

### 匈牙利
1848年匈牙利革命
在1848年匈牙利革命中，不同种族与宗教信仰的人互相残杀。1850年的《匈牙利良法》（Ungarns gutes recht）是一本带有明显党派色彩的小册子，其中写道在巴纳特周围的战役中大约有4000名塞尔维亚人受到煽动，对匈牙利人犯下了滔天罪行。妇女、儿童和老人被肢解、慢火炙烤，有些被锯死。

## 文化参考

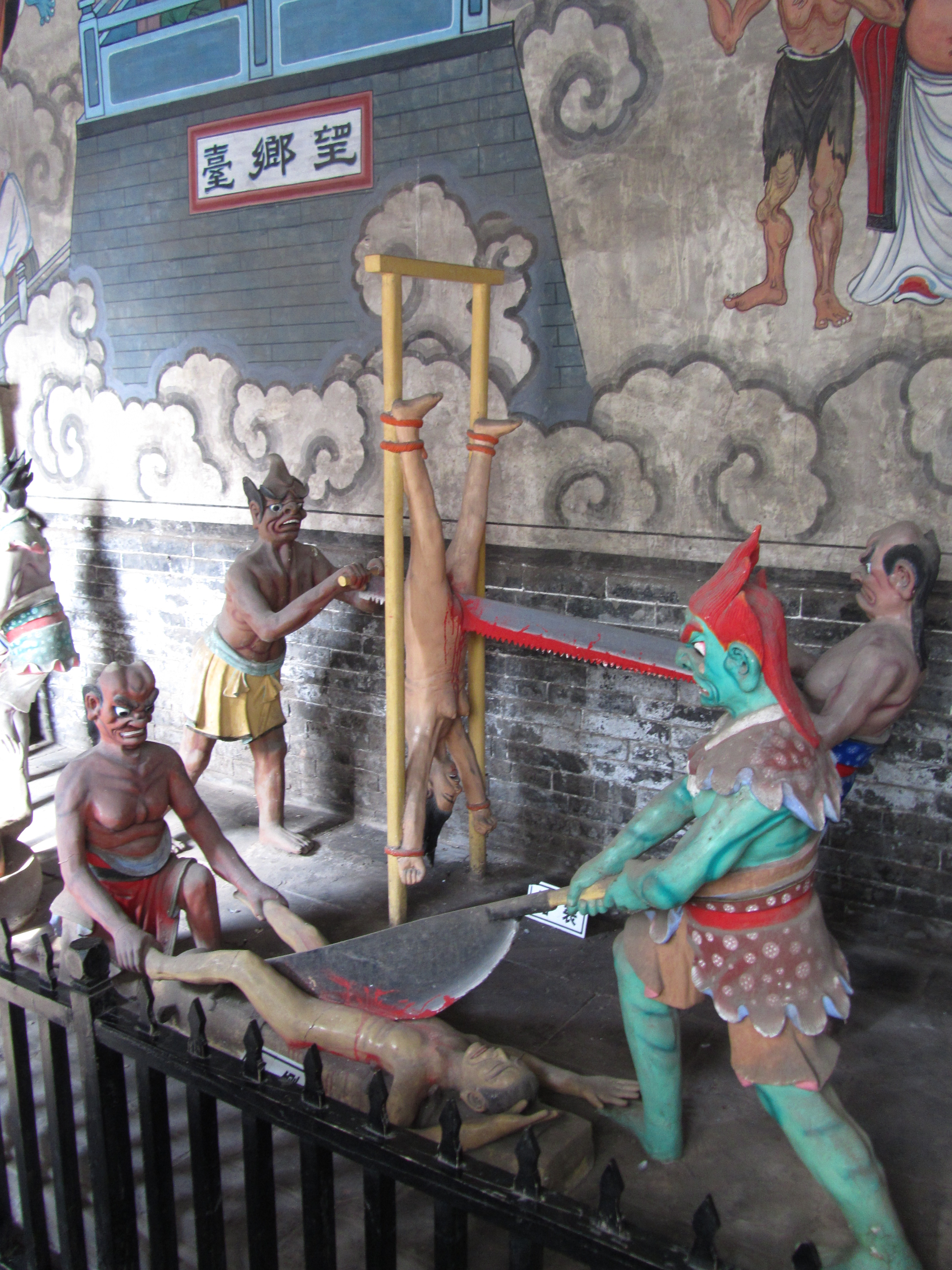
平遥城隍庙六曹府内的十八层地狱酷刑塑像，图中为刀铡和锯裂。

### 地狱中的酷刑
印度神话
阎罗王是印度传说中的死神。他决定如何惩罚那些生前作恶多端的人。抢劫婆罗门的人将在地狱遭受锯刑折磨。
中国神话

锯刑是佛教地狱中的一种惩罚。僧侣们邀请画家画出这些可怕的死后折磨，人们便能直观地看到这些骇人景象：
“……每年的某些时期，广州一个寺庙的庭院四周都挂满绘画，展现了亡者在地狱中遭受的可怕折磨。有的被锯成碎片、有的被杈子刺穿、有的被扔进装满沸水的大锅里、还有的被烈焰炙烤。艺术家们在僧侣的指导下成功呈现出了所有惨不忍睹和荡魂摄魄的画面。在前文提到的澳门望厦不远处精心挑选的英雄事迹展览则起到教化的作用。这样一个假想存在的炼狱为僧侣带来了香火钱，因为人们相信他们能够平息地下判官的怒火……”

### “锯死老妇人”
在意大利和西班牙，古怪的传统“锯死老妇人”（segare la vecchia）在大斋期第四个星期日上演在在小村庄和城镇，一直延续到19世纪。男孩们跑去寻找“村里最年长的女人”，再按照她的样子做一个木制的塑像，最后将塑像从中间锯开。民俗学家雅各布·格林认为这是一种奇怪的迎春仪式，象征着“旧岁”或“寒冬”被战胜。他还指出在他那个时代南斯拉夫民族也有一种相当类似的习俗。